# Cea mai frumoasă seară din viața mea
Cea mai frumoasă seară din viața mea (titlul original: în italiană La più bella serata della mia vita)  este un film de coproducție italo-francez, realizat în 1972 de regizorul  Ettore Scola, 
după romanul Pana de automobil a scriitorului Friedrich Dürrenmatt, protagoniști fiind actorii Alberto Sordi, Michel Simon, Pierre Brasseur și Charles Vanel. 

## Conținut
În timpul unei scurte „șederi în Elveția pentru afaceri”, doctorul Rossi (de fapt un șef-criminal și escroc italian care vine să depună fonduri în Elveția) este atras de o tânără frumoasă pe o motocicletă, pe drumurile abrupte de munte ale Alpilor Elvețieni. Maserati-ul său se defectează, făcând o pană de motor. Astfel ajunge condus de chipeșa motociclistă, la castelul unui conte vârstnic, fost magistrat, pentru a cere voie să telefoneze la un atelier auto, după ajutor. Contele sugerează ca doctorul Rossi să înnopteze acolo și să petreacă seara alături de el și cei trei prieteni ai săi (doi foști magistrați și un funcționar) și participă la un joc de roluri. Jocul va consta în procesul lui Rossi, unde va fi cercetată viața sa...

## Distribuție
- Alberto Sordi – doctorul Alfredo Rossi
- Michel Simon – procurorul Zorn
- Pierre Brasseur – contele de La Brunetière, avocatul apărării
- Charles Vanel – judecătorul Dutz
- Claude Dauphin – funcționar Buisson
- Janet Ågren – frumoasa Simonetta (motociclistă și cameristă)
- Giuseppe Maffioli – torturatorul Pilet
- Hans-Jürgen Ballmann și Dieter Ballmann – mecanicii gemeni